# شاوني فري جونز
شاوني فري جونز (بالإنجليزية: Shawnee Free Jones)‏ هي ممثلة أمريكية، ولدت في 1975.

## وصلات خارجية
- شاوني فري جونز على موقع IMDb (الإنجليزية)
- شاوني فري جونز على موقع قاعدة بيانات الفيلم (الإنجليزية)